# Пампаски јелен
Пампаски јелен (лат. Ozotoceros bezoarticus) је сисар из реда папкара (Artiodactyla) и породице јелена (Cervidae).

## Угроженост
Ова врста је на нижем степену опасности од изумирања, и сматра се скоро угроженим таксоном.

## Распрострањење
Врста има станиште у Аргентини, Боливији, Бразилу, Парагвају и Уругвају.

## Популациони тренд
Популација ове врсте се смањује, судећи по расположивим подацима.

## Станиште
Пампаски јелен има станиште на копну.